# Kriva reka
Kriva reka (makedonski: Крива Pека) je najveći pritok rijeke Pčinje u Makedoniji, i najznačajnija rijeka u tom dijelu Makedonije ( sjeveroistok). Dužina rijeke je 75 km, s površina sliva 1002 km2. 

## Zemljopisne karakteristike
Izvire na sjeveroistočnim padinama Osogovskih planina ispod Carevog vrha(2085 m.), na nadmorskoj visini od 1932 m., a uvire u rijeku Pčinju (egejski slijev) kod sela Klečovce na nadmorskoj visini od 294 m. Od izvora do prve pritoke Kiseličke reke (oko 18 km od izvora), rijeka teče na sjeverozapad, a zatim naglo skreće na jugozapad.
Od uvira do izvora Kriva Reka prolazi pored sljedećih naselja; Klečovce, Dovezence, Beljakovce, Konjuh, Šopsko Rudare, Dimonce, Vakuf, Kratovo, Ketenovo, Krilatica, Opila, Psača, Konopnica, Martinica, Kriva Palanka, Krklja i Kostur.

### Slijev
Sliv Krive reke je karakterističan po vrlo slaboj pošumljenosti, naročito u svojem zapadnom (paleovulkanskom) dijelu, kao i na južnim padinama planina German i Bilino. Goli estuarij rijeke, uvjetuje značajan gubitak oborinskih voda, zbog visoke poroznosti tla i promjenjivog vodotoka u toku godine. U cilju povećanja količine vode i smanjenja erozivnosti tla, u drugoj polovini XX st. vršena su izvjesna pošumljavanja, ali na nedovoljno velikoj površini, i bez potrebne dinamike, zbog toga su izostali i rezultati.
Kriva reka ima razvijenu hidrografsku mrežu, koju tvore preko 600 stalnih i povremenih vodotoka ukupne dužine od oko 1400 km. Od njih je 14 duže od 10 km, a njih 11 su izravne pritoke Krive reke, a to su; Kiselička reka, Gabrovska reka, Raška reka, Rankovečka reka, Vetunička reka, Drzava (ili Ruđinska država) i Živuša, kao desne pritoke i Duračka reka, Kratovska reka, Povišnica i Vrlej, kao lijeve pritoke.

### Estuarij
Estuarij Krive reke je kompozitni; smjenjuju se klisure (Židilovska-Palanačka, Psačka, Markova i Vakufska) s erozivnim proširenjima (Uzemsko, Trnovečko, Sredorečko) i kotlinama (Slaviška, Kumanovska). Do sela Opila, korito rijeke je usječeno u kristalične stijene, a nizvodno od sela Beljakovce uglavnom prolazi kroz tercijarne vulkanske stijene. Od sela Beljakovce do uvira teče kroz eocenske sedimente (pješčanike, pločaste stijene).

## Vanjske poveznice
|  | Zajednički poslužitelj ima još gradiva o temi Kriva reka |